# Leta Stetter Hollingworth

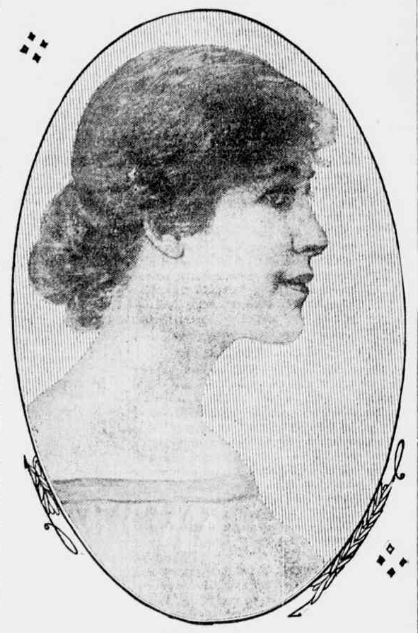
Letta Stetter Hollingworth (1915)

Leta Anna Stetter Hollingworth (* 25. Mai 1886 nahe Chadron, Nebraska, als Leta Anna Stetter; † 27. November 1939 in New York City) war eine US-amerikanische Psychologin.

## Leben
Leta Stetter wurde 1886 in einer Erdwohnung nahe Chadron im US-Bundesstaat Nebraska als Tochter eines Krämers, Unterhalters und Wandercowboys und seiner aus einer Bauernfamilie stammenden Ehefrau geboren. Nach dem Tod ihrer Mutter 1890 wurde sie gemeinsam mit ihren zwei Schwestern von ihren Großeltern mütterlicherseits erzogen. Acht Jahre später wurde die Erziehung der Geschwister wieder vom Vater übernommen, der nun mit seiner zweiten Ehefrau in Valentine lebte. Trotz dieser unsteten Kindheit bestach Stetter durch exzellente schulische Leistungen und begann nach ihrem Abschluss ein Studium an der University of Nebraska, das sie 1906 erfolgreich abschloss. Danach arbeitete sie für zwei Jahre als High-School-Lehrerin, bevor sie Ende 1908 ihren früheren Mitschüler Harry Levi Hollingworth (1880–1956) heiratete, dessen Nachnamen annahm und mit ihm nach New York City zog, wo dieser in Psychologie promovierte.
Da die New Yorker Schulbehörde damals keine verheirateten Frauen als Lehrerinnen zuließ, begann Hollingworth zunächst mit wenig Erfolg Kurzgeschichten zu schreiben. Erste Versuche, in New York eine eigene Promotion zu beginnen, scheiterten an fehlenden Plätzen für Frauen. Nach dem Abschluss seiner Promotion nahm Hollingworths Ehemann eine Stelle als Dozent am Barnard College an, was ihr auch den finanziellen Spielraum gab, nun eine eigene Promotion ins Auge zu verfassen. Sie entschied sich für ein Graduiertenstudium am New Yorker Teachers College an der Columbia University, wo sie 1916 einen Doktorgrad in Pädagogischer Psychologie erhielt. Anschließend verblieb sie als Dozentin am Institut. In ihrer zwischenzeitlich publizierten Arbeit Functional Periodicity (1914) stellte sie fest, dass entgegen der damals verbreitenden Annahme Frauen während der Menstruation keine Einschränkungen ihrer geistigen oder motorischen Fähigkeiten erleiden.
In parallelen Studien widerlegte Hollingworth die ebenfalls verbreitete Annahme, dass Frauen eine geringe Wahrscheinlichkeit hätten, entweder geistig behindert oder hochgegabt zu werden, weil ihre genetische Varianz geringer sei. In den Statistiken einer New Yorker Psychiatrie fand sie zwar tatsächlich einen Männerüberschuss; allerdings fand sie heraus, dass insbesondere mehr männliche als weibliche Jugendliche eingewiesen wurden, was sie soziologisch erklärte: Nach den gesellschaftlichen Konventionen wurden Mädchen eher im Haushalt beschäftigt, während Jungen ermutigt wurden, heraus zu gehen, wo etwaige geistige Behinderungen eher auffielen. Auch die geringere Nummer von Frauen in intellektuell anspruchsvollen Stellungen erklärte sie mit den damaligen gesellschaftlichen Konventionen und Einschränkungen. Für diese Arbeiten von der Frauenrechtsbewegung gefeiert, war Hollingworth selbst Teil einer feministischen Diskussionsgruppe einiger intellektueller Frauen namens Heterodoxy. In Fachkreisen dagegen wurden ihre Arbeiten kaum wahrgenommen, wohl aufgrund desselben Gender Bias, den sie in ihren Arbeiten beschrieben hatte.
In den 1920er und 1930er Jahren widmete sich Hollingworth hauptsächlich der Psychologie von Kindern. Der Hauptschwerpunkt ihrer Arbeit lag einerseits auf geistig eingeschränkten Kindern, andererseits auf hochbegabten Kindern. Zu diesen Themen veröffentlichte sie mehrere Bücher. Um „besondere“ Kinder mehr zu fördern, überzeugte Hollingworth die New Yorker Schulbehörde, eine spezielle Schule einzurichten, die sogenannte Speyer School. Dort unternahm sie Feldstudien zu Lernbehinderungen, die ihr eine Vorreiterrolle in diesem Feld verschafften. Anschließend begann sie verstärkt, sich für eine spezielle Bildung für hochbegabte Kinder einzusetzen. Ihr Engagement führte zu der Gründung einer speziellen öffentlichen Schule für Hochbegabte, wo diese mit innovativen Lernmethoden gefördert wurden. Bis zuletzt als Dozentin an der Columbia University aktiv, verstarb sie im November 1939 im Alter von 53 Jahren in New York City an einer Krebserkrankung. Posthum erschien noch ein Werk zu hochbegabten Kindern sowie ein Gedichtband. 1942 veröffentlichte ihr Ehemann eine Biografie seiner verstorbenen Frau.

## Veröffentlichungen
Fachliteratur
- Functional Periodicity: An Experimental Study of the Mental and Motor Abilities of Women during Menstruation. Teacher’s College, New York 1914.
- The Psychology of Subnormal Children. Macmillan, New York 1921.
- Gifted Children: Their Nature and Nuture. Macmillan,  New York 1927.
- The Psychology of the Adolescent. D. Appleton & Co., New York 1928.
- Children Above 180 IQ Standford-Binet: Origin and Development. World Book Company, Yonkers-on-Hudson 1942.

Lyrik
- Prairie Years. Columbia University Press, New York 1940.